# Modulation (musique)
 (mars 2023).
Si vous disposez d'ouvrages ou d'articles de référence ou si vous connaissez des sites web de qualité traitant du thème abordé ici, merci de compléter l'article en donnant les références utiles à sa vérifiabilité et en les liant à la section « Notes et références ».
Pour les articles homonymes, voir Modulation.
En harmonie tonale, une modulation désigne un changement de tonalité, sans interruption du discours musical. Celle-ci peut s'accompagner d'un ou de plusieurs changements de mode, mais pas obligatoirement. Elle peut ainsi désigner :
- un changement de tonique,
- un changement de mode et de tonique,
- le fragment musical qui évolue dans la nouvelle tonalité.

C'est une des caractéristiques de la musique tonale que de pouvoir traverser successivement des tonalités différentes au cours d'un même morceau.
Pour qu'il y ait véritablement modulation, il faut qu'il y ait au moins deux accords appartenant à la nouvelle tonalité : un accord de dominante suivi d'un accord de tonique, autrement dit, une cadence parfaite dans la nouvelle tonalité. S'il n'y a qu'un accord étranger à la tonalité initiale, il n'y a pas modulation, mais un simple emprunt.
Les problèmes posés par la modulation sont un peu analogues à ceux posés par la transposition et sont fortement affectés par le type de gamme utilisée.

## Histoire
La modulation est une pratique relativement récente car les compositeurs du XVIe siècle l’évitaient avec soin. C'est que l'accord des instruments de l'époque — notamment l'inégalité des intervalles entre les 12 demi-tons de l'octave — ne permettait pas de jouer dans les douze tonalités de manière satisfaisante — plus on s'éloignait de la gamme de départ, plus les autres gammes « sonnaient faux ». À partir du XVIIIe siècle, avec l'invention du tempérament égal, la modulation est devenue une pratique courante, propre à augmenter l’attrait de la musique. C'est ainsi que la science de la modulation bien menée distingue les plus grands compositeurs.

## Généralités
Lorsqu'on module, il peut arriver que l'on reste un certain temps dans la nouvelle tonalité avant de retourner dans la tonalité primitive, ou encore, avant d'aller dans une troisième tonalité — c'est-à-dire, avant de moduler à nouveau. Si l'on ne fait entendre qu'une simple cadence parfaite, et que l'on quitte aussitôt la nouvelle tonalité, on parle alors de modulation passagère. Dans le cas contraire, lorsque le séjour dans la nouvelle tonalité se prolonge sur plusieurs mesures, ou même, sur plusieurs phrases, on parle de modulation prolongée.
- Que la modulation soit passagère ou prolongée, les accords qui la constituent doivent évidemment être analysés par rapport à la tonalité à laquelle ils appartiennent — le contraire n'aurait aucun sens.

- Le dernier accord appartenant en propre à la tonalité primitive est appelé accord de sortie ; le premier accord appartenant en propre à la nouvelle tonalité — produite par la modulation — est appelé accord d'entrée. Toute la difficulté de la modulation réside dans l'enchaînement correct de ces deux accords. Ce qui compte en effet, c'est le changement de tonalité proprement dit, c'est-à-dire, le passage dans la nouvelle tonalité, ou encore, la « transition entre l'accord de sortie et l'accord d'entrée ». Le reste du segment musical — si le séjour dans la nouvelle tonalité se prolonge — ne pose pas de problèmes.